# Kliton Bozgo
Kliton Bozgo (* 5. Dezember 1971 in Gjirokastra) ist ein ehemaliger albanischer Fußballspieler und heutiger Trainer.

## Karriere
Bozgo begann seine Karriere in seinem Heimatland bei FK Tomori Berat. Als Nachwuchsspieler rückte er in die Männermannschaft des Klubs auf und wurde 1990/91 mit 29 Saisontreffern Torschützenkönig der albanischen Meisterschaft, bevor er 1992 nach Jugoslawien zum Zweitligisten NK Dubrava Zagreb wechselte.
1993 schloss sich Bozgo dem NK Maribor in der Slovenska Nogometna Liga an. Während er mit dem Klub den dritten Platz in der Meisterschaft belegte, zog er mit der Mannschaft ins Pokalfinale ein. Dort trug er mit einem Tor zum 3:1-Rückspielerfolg gegen Mura Murska Sobota bei, der aufgrund einer 0:1-Hinspielniederlage den Titelgewinn bedeutete. Auch im folgenden Jahr trat er als erfolgreicher Stürmer in Erscheinung, so dass er einerseits mit dem Klub Vizemeister wurde und andererseits vom Meister NK Olimpija Ljubljana abgeworben wurde. An der Seite von Ermin Šiljak erreichte er sein zweites Pokalfinale in Slowenien, gegen NK Primorje gelang durch einen 1:0-Auswärtssieg und ein 1:1-Remis erneut der Gewinn der Trophäe.
Bis 1998 lief Bozgo für den NK Olimpija auf, ein weiterer Titelgewinn blieb ihm verwehrt. Anschließend wechselte er innerhalb Sloweniens erneut zum amtierenden Meister, dieser war sein vormaliger Klub NK Maribor. Mit 15 Saisontoren verhalf er dem Klub zur erfolgreichen Titelverteidigung in der Meisterschaft und platzierte sich somit in der Torschützenliste an zweiter Stelle hinter Novica Nikčevič von ND Gorica, dem im Saisonverlauf 17 Tore gelangen. Auch in der anschließenden Spielzeit war er an der Seite von Dejan Djuranovic, Simon Sešlar, Marinko Galič und Amir Karič ein treffsicherer Stürmer. Mit 24 Toren krönte er einerseits sich zum Torschützenkönig vor Oskar Drobne und Uroš Barut, andererseits war er damit entscheidend am erneuten Gewinn des Landesmeistertitels beteiligt.
Der Erfolg machte Bozgo jenseits der Landesgrenzen bekannt und der österreichische Klub VfB Admira Wacker Mödling sicherte sich im Sommer 2000 die Dienste des albanischen Stürmers. An der Seite von George Datoru, Markus Katzer spielte er für den Verein in der Bundesliga gegen den Abstieg. In der Spielzeit 2001/02 erzielte er für die von Walter Knaller trainierte Mannschaft zwar zehn Saisontore, dennoch belegte sie abgeschlagen den letzten Tabellenplatz. Der Klassenerhalt gelang nur aufgrund der Entwicklungen abseits des Sportplatzes, da der FC Tirol Innsbruck als Meister Konkurs anmelden musste und somit von der Liga ausgeschlossen wurde. In den beiden folgenden Spielzeiten erreichte die um Spieler wie Tomasz Iwan, Adam Ledwoń oder Sebastian Olszar verstärkte Mannschaft zwar Plätze im mittleren Ligabereich, Bozgo ließ jedoch seine Torgefahr vermissen.
Im Sommer 2004 kehrte Bozgo daher nach Slowenien zurück und unterschrieb ein drittes Mal einen Vertrag bei NK Maribor. Zwar traf er wieder regelmäßig das Tor und lag zu Ende der regulären Spielzeit mit elf Saisontoren gleichauf mit Saša Ranic an der Spitze der Torschützenliste, als Tabellensiebter verpasste er jedoch mit dem Klub aufgrund des schlechteren direkten Vergleichs gegenüber dem punktgleichen Konkurrenten NK Drava Ptuj die Meisterschaftsendrunde und musste in der Abstiegsrunde antreten. Mit sieben Toren in den zehn Spielen der Abstiegsrunde krönte er sich mit insgesamt 18 Toren ein zweites Mal zum slowenischen Torschützenkönig.
Dennoch verließ Bozgo nach einer Spielzeit erneut den Klub und nahm ein Angebot des NK Drava Ptuj an. Bei seinem neuen Klub blieb er jedoch nur eine Halbserie und kehrte anschließend nach Österreich zurück. Seine Engagements beim TSV Hartberg, dem SK Sankt Andrä sowie beim SVL Flavia Solva waren ebenfalls nicht von langer Dauer. In der Spielzeit 2007/08 ließ er seine Karriere bei Mura Murska Sobota in der zweiten slowenischen Liga ausklingen und spielte später noch kurzzeitig für diverse österreichische Amateurvereine.
Seit 2009 ist er nun dauerhaft als Übungsleiter tätig, neben diversen Jobs als Co-Trainer der slowenischen U-19-Nationalmannschaft oder des NK Aluminij war Bozgo die letzten Jahre im österreichischen Amateurbereich aktiv.

## Titel
- Slowenischer Pokalsieger: 1994, 1996, 1999
- Slowenischer Meister: 1999, 2000

## Auszeichnungen
- Torschützenkönig der ersten albanischen Liga: 1991 (29 Tore)
- Torschützenkönig der ersten slowenischen Liga: 2000 (24 Tore), 2005 (18 Tore)

## Sonstiges
Sein Sohn Kliton Stavri Bozgo (* 2001) ist ebenfalls Fußballspieler und ist, nachdem er kurzzeitig in der slowenischen Zweitklassigkeit gespielt hatte, in Österreich stets im Amateurbereich in Erscheinung getreten.